# Restaurația franceză
Restaurația este perioada din istoria Franței, în care a fost reinstalat regatul ca formă de guvernământ. Perioada este împărțită în două:
- prima restaurație, între prima abdicare a împăratului Napoleon I, la 6 aprilie 1814 și revenirea lui la putere în martie 1815;
- a doua restaurație, între căderea definitivă a Primului Imperiu Francez la 7 iulie 1815 și abdicarea regelui Carol al X-lea, la 2 august 1830, în urma Revoluției de la 1830.

Restaurația a însemnat revenirea domniei casei de Bourbon, dar nu sub forma monarhiei absolute de dinaintea Revoluției Franceze, ci ca monarhie constituțională stabilită printr-o cartă constituțională adoptată la 4 iunie 1814.
Perioada restaurației a fost urmată de altă formă de regat, numită Monarhia din iulie, din 1830 până în 1848, reglementată prin carta constituțională din 14 august 1830, pe tron cu Ludovic Filip, din a patra casă de Orléans, o ramură a casei de Bourbon.
Într-un context internațional de pace abia revenită după războaiele napoleoniene, restaurația a fost o epocă de experimentare a raporturilor care pot exista între monarhie și parlamentarism, precum și între supremația regală și separarea puterilor.
Revoluția industrială a provocat frământări economice și sociale profunde, dar economia dădea semne de însănătoșire. În politica internă a existat o reală viață parlamentară, marcată de oscilația între ultramonarhism și liberalism, care s-a reflectat și în schimbările de guvern.

## Istoria regimului

### Revenirea Bourbonilor (1814-1815)

#### Sfârșitul Imperiului

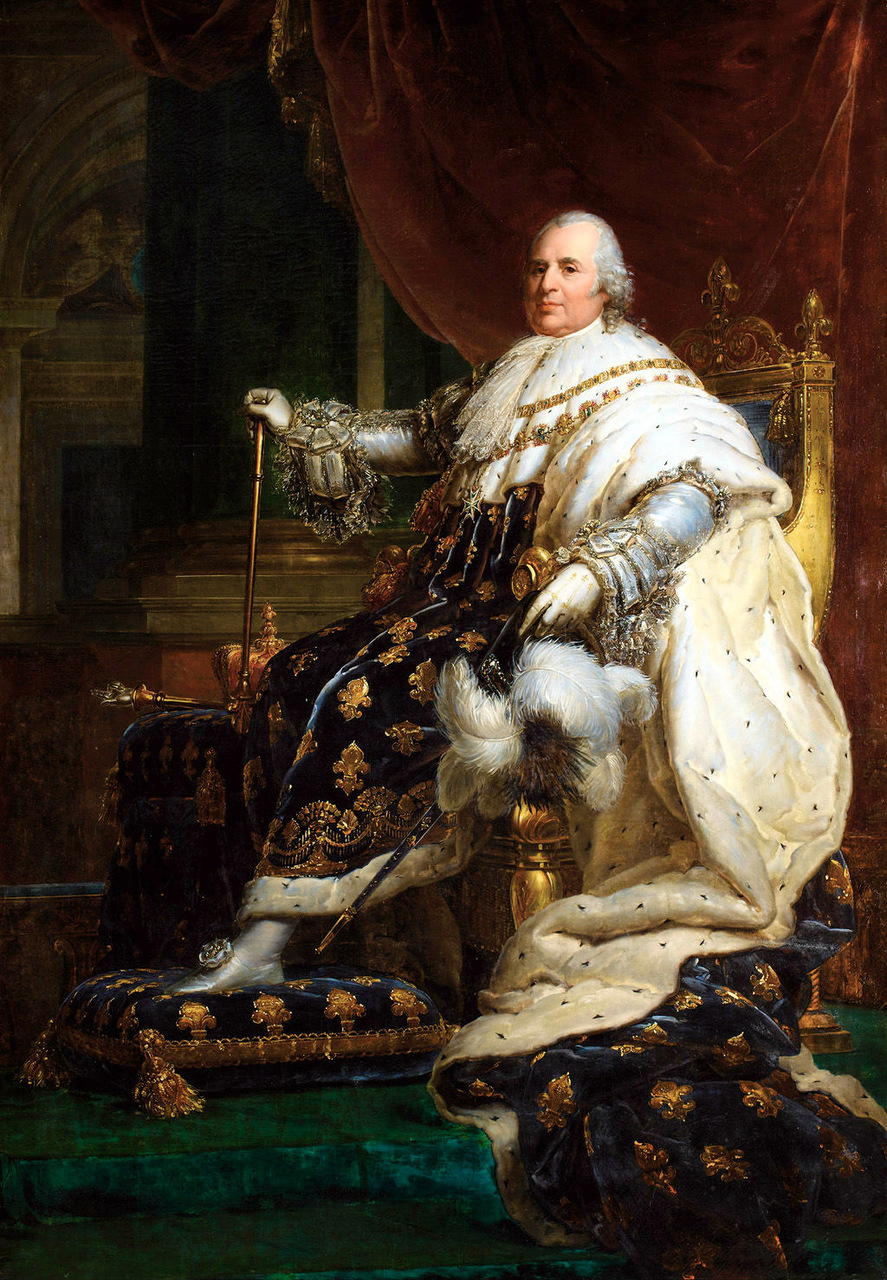
Ludovic al XVIII-lea al Franței în veșmintele de încoronare

Înfrângerea lui Napoleon în campania din Rusia, la sfârșitul anului 1812, apoi înfrângerile suferite în 1813, în războiul celei de-a șasea coaliții în afara Franței, au dus la slăbirea imperiului. În 1814 au continuat înfrângerile suferite din partea coaliției pe însuși teritoriul Franței, în timp ce populația se săturase de război. Intransigența lui Napoleon privitoare la condițiile păcii a determinat puterile aliate să nu înceteze războiul până ce nu au provocat căderea lui. Reacțiile francezilor la invazia străină au fost împărțite. Unii s-au apărat cu îndârjire, în timp ce alții, mai ales populația pariziană, i-au primit pe invadatori ca pe niște eliberatori. Oricum, o mare parte din populație, sătulă de război, de recrutările în masă și de impozite, era unită în jurul ideii unei restaurări monarhice care să ducă la sfârșitul acestor suferințe.
Aliații erau în dezacord asupra persoanei care să fie plasată pe tron. Englezii voiau ca aceasta să fie un membru al aceleiași ramuri a Bourbonilor din care făcea parte fostul rege Ludovic al XVI-lea, în timp ce Rusia respingea această idee. S-au luat în vedere mai multe soluții înainte de a se decide o alegere în funcție de evoluția evenimentelor. Acestea au făcut ca balanța să încline în favoarea contelui de Provența, viitorul Ludovic la XVIII-lea. Anturajul acestuia a reușit să trezească în mai multe orașe, în special la Bordeaux, o preferință pentru Bourboni. Napoleon s-a retras la Fontainebleau, lăsându-l pe Talleyrand, fostul lui ministru de externe până în 1807, să negocieze la Paris cu puterile străine. Acesta a reușit să manipuleze camerele parlamentului (Senatul și Corpul Legislativ) astfel, încât să declare la 2 aprilie 1814 sfârșitul imperiului lui Napoleon și să ofere tronul Regatului Franței contelui de Provența, fratele lui Ludovic al XVI-lea. După ce i-a convins pe ruși să accepte această soluție, Talleyrand a obținut adoptarea la 6 aprilie a unei constituții asemănătoarea cu cea din 1791, care instituise monarhia constituțională din timpul revoluției, deși cei mai fervenți adepți ai monarhiei au fost împotriva noii constituții. În aceeași zi, Napoleon a abdicat primind suveranitatea asupra insulei Elba și promisiunea unei rente de la guvernul francez.
Contele de Provența rămânând deocamdată în Anglia, mai întâi s-a întors în Franța contele de Artois, fratele său mai mic, viitorul rege Carol al X-lea, care a acceptat cu reținere ideea unei constituții. S-a hotărât și înlocuirea drapelului tricolor cu cel alb al monarhiei de dinainte de revoluție, spre marea nemulțumire a militarilor, mândri de bătăliile purtate de ei sub tricolor. Noul suveran a sosit în Franța la sfârșitul lui aprilie și s-a întâlnit cu senatorii la 2 mai. Nu a fost de acord cu suveranitatea poporului prevăzută în constituție și a hotărât revizuirea ei. A luat titlul de Ludovic al XVIII-lea, în numele continuității domniei lui Ludovic al XVI-lea, fratele său, luând în considerare că fiul acestuia, copil, care murise în 1795, trebuia să fie Ludovic al XVII-lea. Guvernul format de suveran a fost totuși moderat, în ciuda declarațiilor acestuia, cu scopul realizării unei reconcilieri naționale.
La 30 mai s-a încheiat, la Paris, pacea cu aliații. Franța a revenit la frontierele din 1792, când începuseră cuceririle din timpul revoluției și cele ale imperiului, rămânându-i câteva mici teritorii din acestea, dar a pierdut o parte din coloniile sale. Tratatul, negociat de Talleyrand, a fost global profitabil Franței, dar pierderile teritoriale vor fi ulterior reproșate puterii în mod repetat de o parte din opoziție.

#### Prima restaurație

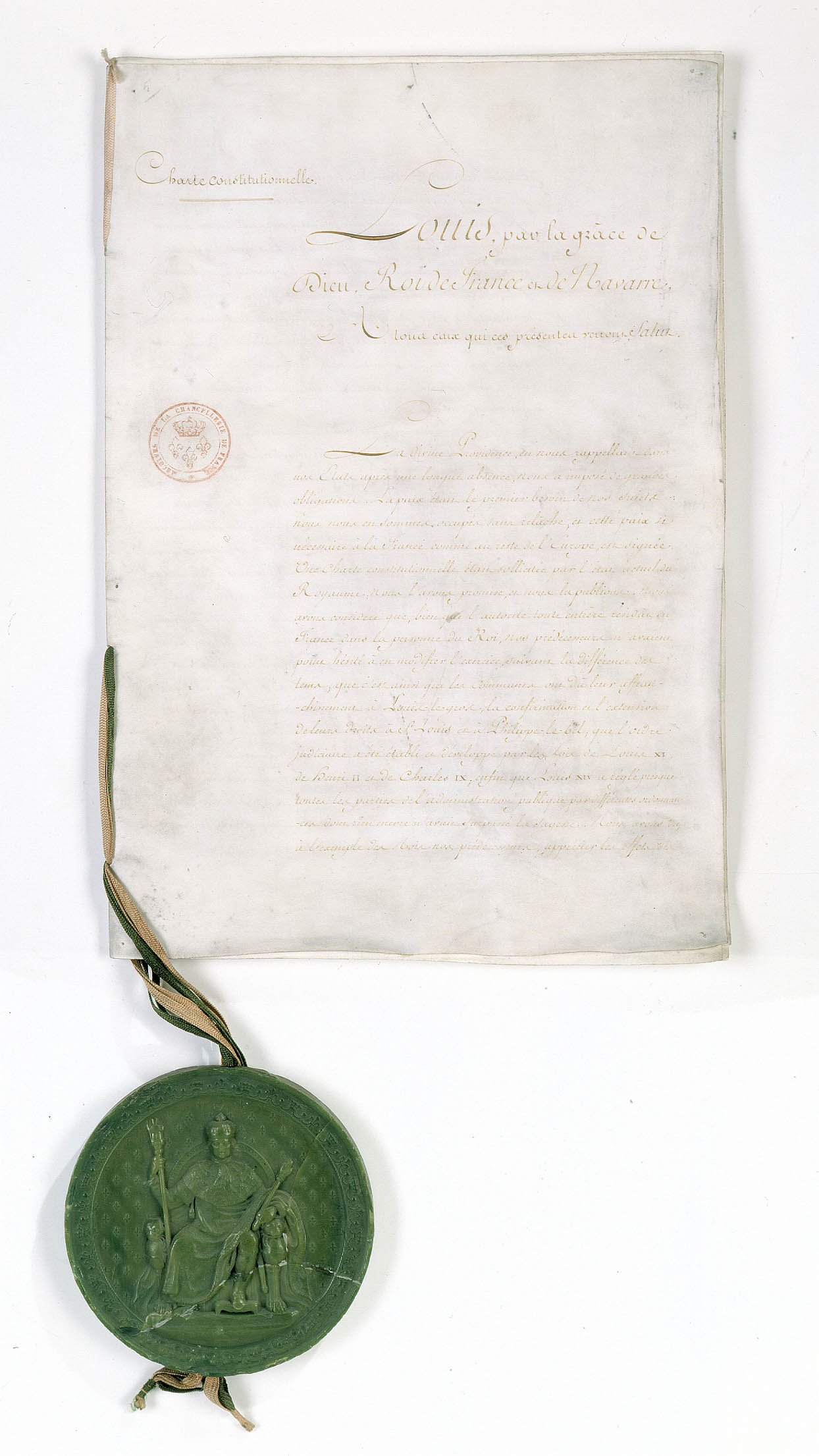
Documentul original al cartei constituționale din 4 iunie 1814

Aliații au dorit ca regele să dea țării o constituție, chiar dacă acesta a respins-o pe cea din 6 aprilie 1814. O comisie a elaborat repede un text numit cartă constituțională care să rupă cu imaginea revoluționară a conceptului de constituție prin adoptarea unui vocabular legat de moștenirea monarhică. Această cartă era un compromis ce recunoștea unele principii adoptate în timpul revoluției, precum libertatea religioasă, egalitatea în fața impozitului și în fața justiției etc. Pentru a restabili coeziunea țării, a fost declarată o amnistie politică privind toate faptele anterioare anului 1814. Însă carta reafirma puterile executivă, legislativă și judiciară a suveranului, precum și dreptul lui de a dizolva Camera Deputaților, aleasă prin vot cenzitar, precum și dreptul de a-i numi pe membrii Camerei Pairilor, camera superioară a parlamentului. Parlamentul avea mai multă putere decât în timpul imperiului, iar sistemul judiciar era în principal moștenit de la acesta, în special codul civil napoleonian. Redactată în spiritul unui compromis, fiind destul de vagă pentru ca diversele orientări politice să poată spera o aplicare care să convină așteptărilor lor, carta a fost intens criticată de monarhiștii cei mai intransigenți, mai ales de membrii confreriei Cavalerilor Credinței.
Ludovic al XVIII-lea a dat la 12 mai 1814 și o ordonanță privitoare la reorganizarea infanteriei pentru condițiile de pace și la înlocuirea tricolorului cu drapelul alb al regatului Franței.
Guvernul din timpul primei restaurații nu avea șef, toți miniștrii erau răspunzători față de rege, fiind supravegheat și de ambasadorul rus și cel britanic. Nefiind la curent cu starea țării, pe care o părăsise în 1791, Ludovic al XVIII-lea a lansat o vastă campanie de studii statistice pentru a cunoaște mai bine populația. Presa fiind liberă, putea cunoaște și criticile la adresa regimului. Nobilimea era tratată cu considerație, ca să-i fie fidelă, iar curtea regală a început din nou să ducă o viață luxoasă.
Personalitatea lui Talleyrand ca ministru de externe a permis Franței să participe la Congresul de la Viena și să se mențină printre marile puteri. Ministrul de finanțe, baronul Joseph-Dominique Louis⁠(d) a dus o politică bugetară care să restabilească finanțele statului, în special vânzând multe păduri, printre care unele confiscate de la biserica romano-catolică în timpul revoluției. Același scop l-a avut și menținerea, în ciuda promisiunilor, a impozitelor indirecte, ceea ce a afectat mai ales populația săracă. Această politică a fost eficace, dar a făcut ca regimul să piardă simpatia unei părți din săraci.
Nobilii, mai ales cei care emigraseră în timpul revoluției, erau nemulțumiți că regele, în căutare de unitate, trata cu considerație și elita formată în vremea imperiului. Ei sperau să primească compensații pentru pierderile pe care le avuseseră, dar nu le-au obținut. Pe de altă parte, perioada a fost marcată de revenirea în forță a clerului catolic, care impunea procesiuni, ceremonii de ispășire, în plus interzicând petrecerile duminica. Totodată a primit unele privilegii în domeniul educației. Aceste fapte au provocat critici și chiar manifestări de anticlericalism. Și militarii erau nemulțumiți de abandonarea tricolorului și aveau un sentiment de nedreptate din cauza reducerilor de efective ale armatei și a greutăților existențiale pe care le întâmpinau cei trecuți în rezervă cu o soldă redusă la jumătate din cea primită în timpul imperiului. Restaurația trezise speranțe, dar provoca dezamăgiri. Anturajul contelui de Artois milita pentru un regim absolutist și excesele sale puneau piedici acțiunii de reconciliere a regelui. Toate acestea au trezit opoziția față de regim.

#### Cele 100 de zile

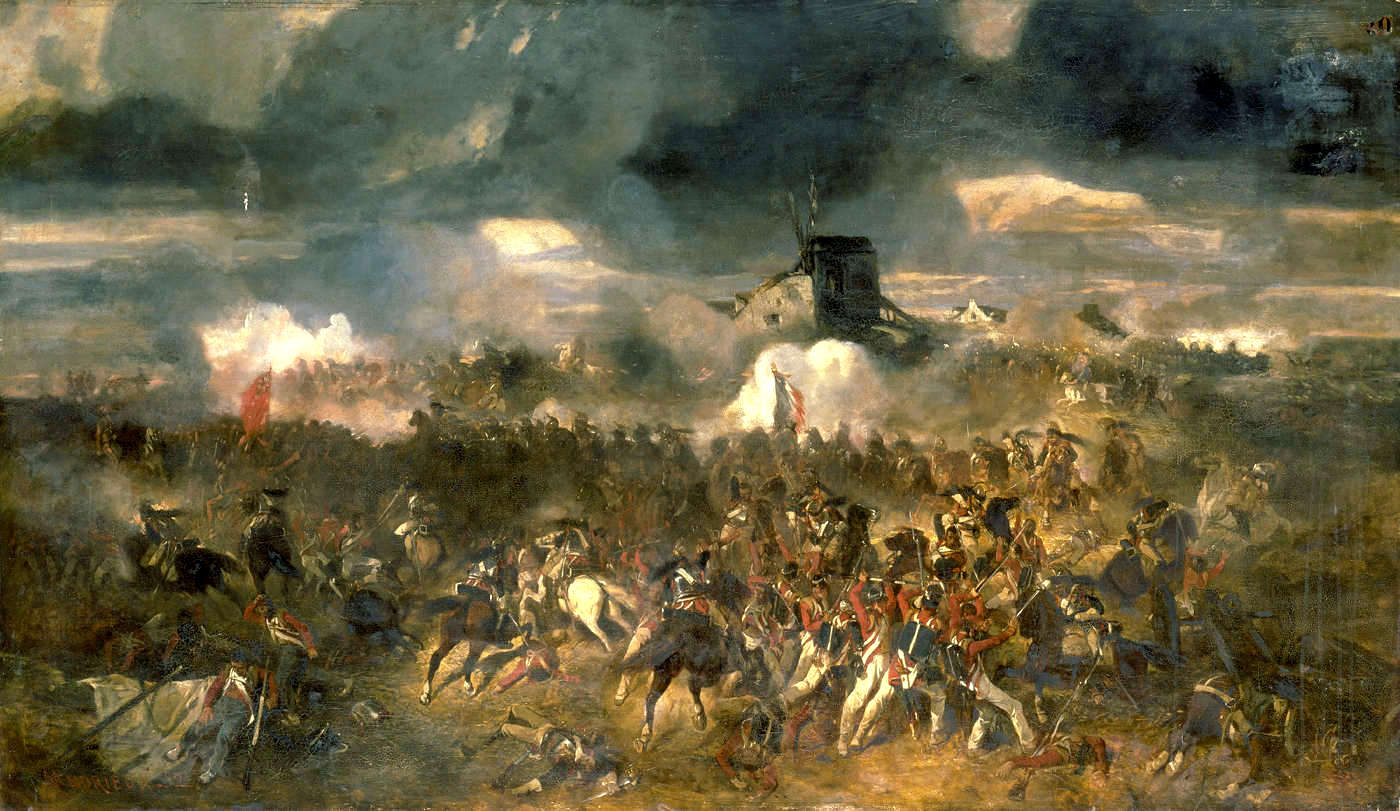
Scenă din bătălia de la Waterloo

Teritoriile pierdute de Franța prin tratatul de la Paris din 1815

Opozanții, mai ales militarii, și-au pus speranțele în Napoleon, simbol al victoriilor din trecut. Acesta nu primea renta datorată prin condițiile abdicării sale și a hotărât să profite de nemulțumirile din Franța pentru a-și recâștiga puterea. A debarcat la 1 martie 1815 la în sudul Franței, cu circa o mie de oameni. Guvernul a încercat să-l oprească cu armata, dar mare parte din ea a trecut de partea lui Napoleon, inclusiv fostul lui mareșal Michel Ney, trimis împotriva sa ca o ultima șansă de a-l opri. Văzând că Parisul nu putea fi apărat împotriva lui Napoleon, Ludovic la XVIII-lea s-a refugiat la Gent cu puțin înainte ca Napoleon să intre în oraș. În provincie au fost tentative de insurecție regalistă, dar s-au soldat cu înfrângeri. Deși a constituit un guvern în exil, suveranul era conștient că destinul tronului său depindea de acțiunea puterilor străine. Într-adevăr, cele 100 de zile s-au terminat curând prin bătălia de la Waterloo din 18 iunie 1815, cu înfrângerea lui Napoleon de către englezi și prusaci.

### Începuturile celei de-a doua restaurații (1815-1820)

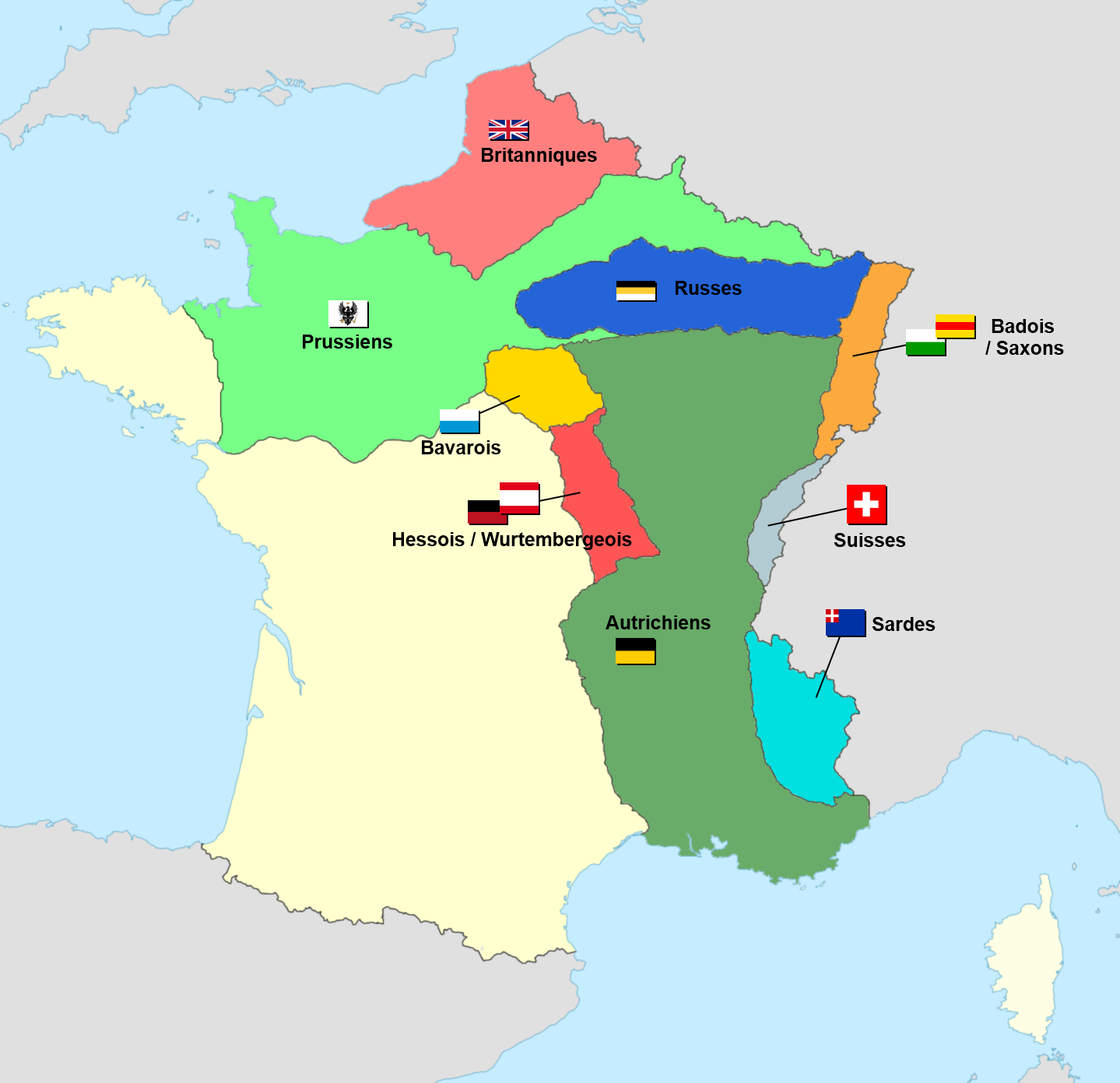
Zonele de ocupație din Franța, între iunie 1815 și noiembrie 1818

#### Revenirea regatului
În ciuda căderii lui Napoleon, situația Bourbonilor nu era ușoară. Rapiditatea cu care s-a prăbușit regimul lui Ludovic al XVIII-lea nu dădea dovezi de stabilitatea dorită de puterile străine, care se gândeau să apeleze la casa de Orléans. Singurul care îl susținea pe Ludovic al XVIII-lea era ducele de Wellington, învingătorul de la Waterloo. Totuși, ca și la prima restaurație, puterile aliate au ales să acționeze în funcție de evoluția situației interne. Aceasta nu era favorabilă, deputații rămânând ostili regelui.
A fost decisivă acțiunea lui Joseph Fouché, care fusese ministrul poliției sub Napoleon. Manipulând parlamentul, înlăturând toți pretendenții potențiali și anunțând capitularea lui Napoleon, a pregătit terenul pentru întoarcerea lui Ludovic al XVIII-lea, grăbită și de sosirea trupelor rusești la Paris, la 6 iulie. Cu două zile mai târziu, încurajat de Talleyrand, regele s-a întors la Paris. Pentru o parte din opinia publică, întoarcerea sa a fost percepută negativ, ca a cuiva adus de o invazie străină, mai ales că aliații ocupau mare parte din teritoriu, în condiții grele pentru populație.
La 9 iulie, regele l-a pus la șefia guvernului pe Talleyrand. Fouché, tot ministru al poliției, de fapt conducea și el guvernul. Aceștia au acționat pentru a asigura mai multă putere camerelor și o mai mare libertate a presei, în timp ce au supus administrația publică unei epurări, ca să evite repetarea episodului celor 100 de zile.

#### Teroarea albă și Camera Deputaților din 1815

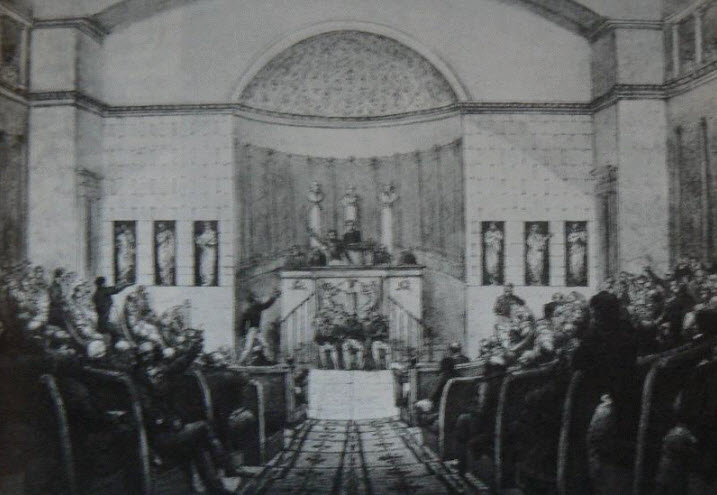
Camera Deputaților aleasă în 1815

Pentru a realiza coeziunea în regat, regele a vrut să șteargă resentimentele celor care au ținut cu Napoleon în timpul celor 100 de zile, dorind totodată să nu-i șocheze pe susținătorii săi ultramonarhiști. A promis „iertare pentru francezii rătăciți”, dar și să-i pedepsească pe cei care au contribuit la întoarcerea lui Napoleon. Fouché a pregătit o listă de persoane de condamnat care, din 300, s-a redus în final la circa 60, dintre care numai 20 au fost condamnați. Aceasta nu i-a mulțumit deloc pe ultraabsolutiști, care s-au dedat la atrocități pentru a se răzbuna, mai ales în sudul țării. Credibilitatea regimului a suferit în două părți ale opiniei publice: în cea care îi reproșa că nu reușea să oprească atrocitățile și în cea, ultramonarhistă, care critica condamnarea atrocităților de către rege.
Pentru a pune capăt definitiv parantezei Celor 100 de zile, regele a dizolvat Camera Deputaților și s-au organizat noi alegeri legislative la 14 și 22 august 1815. În vederea acestora au fost decretate prevederi pentru a evita alegerea atât a prea multor neoiacobini, cât și a prea multor ultramonarhiști, de pildă prin scăderea vârstei legale pentru a avea drept de vot. Însă climatul care domnea în țară din cauza perioadei tulburi a celor 100 de zile urmată de cea a atrocităților ultramonarhiste a speriat o mare parte din electorat, care a votat în majoritate pentru adepți ai unei monarhii mai absolutiste decât dorea regele. Aceștia au obținut 350 de mandate din 400.
Pentru a mulțumi majoritatea Camerei Deputaților, Talleyrand l-a scos pe Fouché din guvern, acesta fiind prea marcat de rolul său în condamnarea la moarte a lui Ludovic al XVI-lea. Talleyrand știa că și menținerea lui la șefia guvernului va depinde de rezultatul negocierilor de pace pe care le va purta cu aliații. De aceea a demisionat când a fost încheiat noul tratat de pace de la Paris, mult mai dur decât primul, care prevedea câteva pierderi teritoriale, ocupație străină pentru mai mulți ani și o mare despăgubire de război de plătit. Regele l-a înlocuit imediat cu ducele Armand-Emmanuel du Plessis de Richelieu⁠(d), fost emigrat a cărui prezență la șefia guvernului îi liniștea pe deputați.
În guvern, influența acestuia a fost curând împărțită cu cea a lui Élie Decazes⁠(d), favorit al regelui și care îl înlocuia pe Fouché. Dominată de confreria Cavalerilor Credinței, Camera Deputaților a luat mai multe măsuri dure împotriva celor care puteau dăuna regimului, ușurând condamnarea celor suspecți de complot. Legea din 12 ianuarie 1816 dădea amnistie susținătorilor lui Napoleon, în afară de membrii importanți ai familiei sale, și celor care au susținut condamnarea la moarte a lui Ludovic al XVI-lea în 1793, ceea ce a provocat exilul multora din aceștia. Guvernul a trebuit să limiteze de mai multe ori excesele comise pe baza acestor măsuri. Oricum, evenimentele din jurul acestora au contribuit la polarizarea puternică a opiniei publice, prin urmare a dăunat stabilității la care aspira regele. Opoziția dintre Camera Deputaților, pe de o parte, și guvern și rege, pe de alta, a luat până la urmă o amploare prea mare. Decazes a reușit să-l câștige de partea sa pe Richelieu și pe rege în ideea dizolvării Camerei Deputaților, care s-a întâmplat în septembrie 1816. Prezentate ca o măsură pentru a salva carta din 1814, noile alegeri au fost bine primite de populație.

#### Experiența unui regim liberal

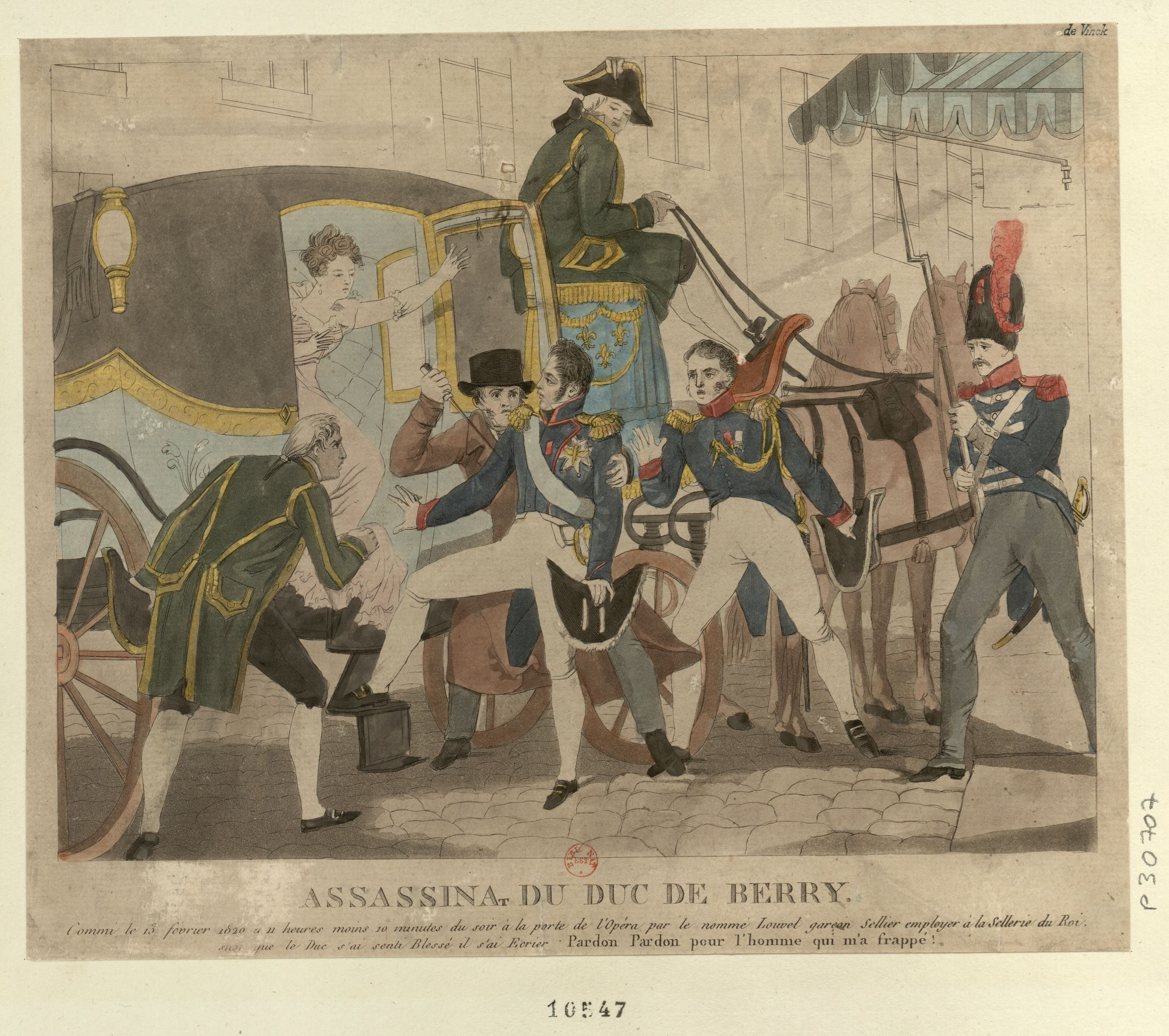
Asasinarea ducelui de Berry

În timpul alegerilor legislative din 1816, Decazes a dat dispoziție prefecților să-i susțină pe monarhiștii moderați. Și guvernul putea prezenta candidați, iar președinții consiliilor electorale erau numiți de rege, așa că și astfel se putea asigura înfrângerea ultramonarhiștilor, ceea ce s-a și întâmplat. Ca urmare, Richelieu și Decazes au început o politică mai liberală, reafirmând în același timp puterea regelui. În anii 1816 și 1817 a avut loc o criză alimentară gravă și foametea a dus la câteva răscoale care au fost reprimate de armată.
Această perioadă a fost și cea a adoptării unor importante legi liberale, mai ales a uneia din 1817, care a modificat profund procedeele electorale. Scopul ei era de a continua limitarea influenței ultramonarhiste prin atragerea unui electorat burghez mai în vârstă, presupus a aparține tendinței guvernului. Aceasta a fost totuși o eroare strategică, pentru că de ea a profitat de fapt stânga liberală adeptă a casei de Orléans. Datorită altei legi, avansarea militarilor s-a făcut în mod mai echitabil, care îi mulțumea și pe liberali. În fine, alte legi au eliberat mult presa. Acestea s-au dovedit rapid periculoase pentru Decazes, devenit șeful guvernului după ce Richelieu a demisionat în 1818. Presa ultramonarhistă a putut să-l critice dur pe Decazes pe motivul reformelor sale liberale, în timp ce și republicanii au putut începe propagarea ideilor lor. Perioada liberală a restaurației a contribuit și la o oarecare prosperitate economică și, prin aceasta, mai ales la terminarea înainte de termen a ocupației străine.
Perioada liberală a avut un sfârșit brutal în 1820, când tensiunile cu ultramonarhiștii s-au accentuat. Ludovic al XVIII-lea nu avea copii. Moștenitorul tronului era fratele său, contele de Artois, care avea doi fii destul de în vârstă și cel mai mare nu avea copii. Speranța stătea în cel mai tânăr, ducele de Berry, care avea deocamdată numai o fiică, de aceea viitorul dinastiei era nesigur. De nașterea eventuală a unui fiu al lui depindea viitorul dinastiei, dar el a fost asasinat la 13 februarie 1820, când soția lui era însărcinată. Asasinatul, perceput ca un regicid consecință a unui complot, a fost ocazia pentru ultramonarhiști să provoace căderea lui Decazes prin înfierarea reformelor sale liberale care, în opinia lor, creaseră o atmosferă propice pentru acea crimă. Deși șeful guvernului a propus măsuri excepționale penru a-i liniști pe ultramonarhiști, el s-a lovit de o opoziție dură, și anturajul regelui a insistat ca să-l demită, ceea ce a avut loc curând. La câteva luni după aceea s-a născut un fiu al ducelui de Berry, deci, în principiu, domnia dinastiei Bourbonilor ar fi putut continua.

### De la reacția absolutistă la cădere (1820-1830)

#### Perioada de vârf a ultramonarhismului

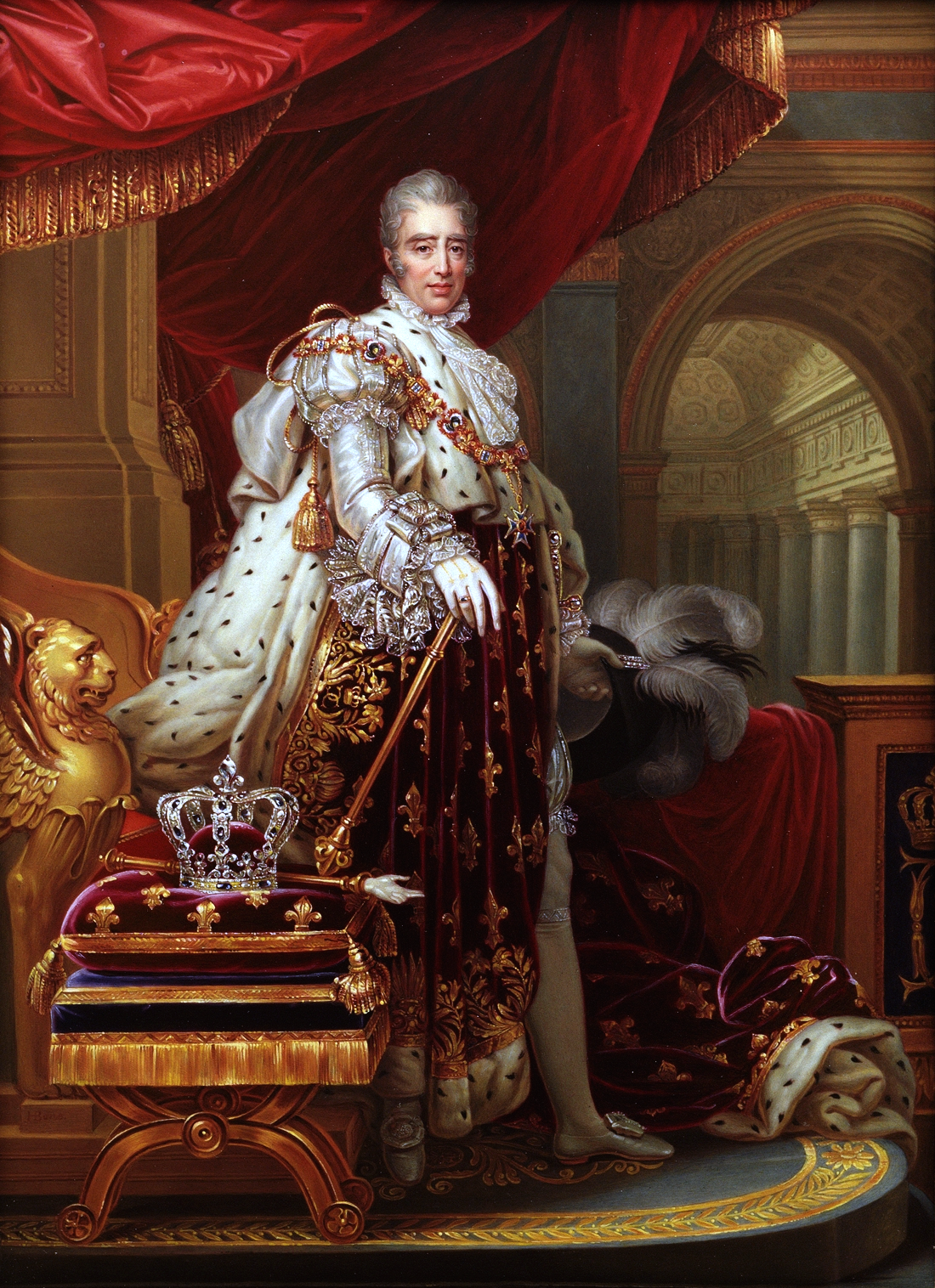
Carol al X-lea în costumul de încoronare

Richelieu a fost rechemat în fruntea guvernului. La început, lucrurile nu s-au schimbat radical. Miniștrii au rămas în majoritate aceiași ca și sub Decazes și încercau să ducă o politică de centru-dreapta. Legile excepționale supuse aprobării de Richelieu fuseseră pregătite de predecesorul lui. Acestea au ușurat arestările și au limitat libertatea presei, împiedicând în mod semnificativ exprimarea opoziției. În afară de aceasta, legea electorală votată în 1820 i-a favorizat pe ultramonarhiști, care au obținut o majoritate largă în alegerile din acel an. Prin urmare, Richelieu a trebuit să coopteze mai mulți dintre ei în guvern, în principal pe Joseph de Villèle⁠(d), dar s-a confruntat cu critici ale politicii sale și din partea opoziției de stânga, și din aceea a ultramonarhiștilor, care considerau că nu merge destul de departe. Moderatul Ludovic al XVIII-lea, îmbătrânit și slăbit, era din ce în ce mai mult sub influența contelui de Artois. Voind să prelungească cenzura presei, Richelieu a provocat proteste violente și din partea stângii, și din cea a dreptei. Până la urmă și-a cedat postul lui Villèle.
Guvernul Villèle și-a început activitatea la sfârșitul lui 1821, fiind cel mai mult timp în funcție în cursul restaurației, și a aplicat o politică inspirată de ideile ultramonarhiste. Miniștrii erau cei aleși direct de contele de Artois, care le dirija politica. Administrația a fost epurată și, din 1822, Villèle a asigurat ca funcționarii publici să-i sprijine pe candidații ultramonarhiști. Ca ministru de finanțe a aplicat o politică ce a dus la obținerea, cu o excepție, a unor bugete pozitive, precum și la centralizarea administrației fiscale. A pus și bazele unor mecanisme durabile, precum controlarea cheltuielilor statului de către Curtea de Conturi. Altă acțiune de seamă a acestui guvern a fost angajarea Franței alături de Sfânta Alianță, prin expediția militară efectuată în 1823 în numele acesteia, pentru restabilirea monarhiei absolute în Spania. Prin aceasta, Franța a obținut un oarecare prestigiu internațional. Succesele obținute au făcut ca Villèle să profite de un climat favorabil pentru a fi dizolvată Camera Deputaților în 1824 și să fie aleasă una cu o majoritate zdrobitoare de ultramonarhiști.
Tot în timpul guvernului Villèle a decedat Ludovic la XVIII-lea, în septembrie 1824. Fratele lui, contele de Artois, i-a urmat la tron cu numele de Carol al X-lea, câștigând astfel o poziție și mai bună pentru a determina practicarea unei politici ultramonarhiste. Au fost luate mai multe măsuri în acest sens. O lege a fost cea a compensațiilor oferite nobililor ale căror bunuri au fost naționalizate și vândute în timpul revoluției. Moștenirea revoluției a fost de asemenea contestată prin mari ceremonii de ispășire în memoria lui Ludovic al XVI-lea, și prin întărirea alianței dintre regat și biserică sub presiunea Cavalerilor Credinței. Au fost numiți mulți episcopi dintre nobili și a crescut influența bisericii în domeniul educației. Opinia publică a rămas distantă față această revenire în forță a bisericii.
Până la urmă, Villèle s-a izbit de opoziția unei noi generații de liberali care se afirmau puțin câte puțin, dar și din partea unor ultramonarhiști cu care intrase în conflict, precum Mathieu de Montmorency-Laval⁠(d) și François-René de Chateaubriand. La aceasta s-a adăugat o criză economică și guvernul a suferit mai multe eșecuri în 1826, în special respingerea proiectului său de lege privind dreptul la moștenire care privilegia fiul cel mai mare, sau a unui proiect de lege referitor la înăsprirea cenzurii presei. A provocat un val de proteste și dizolvarea Gărzii Naționale înființate în timpul revoluției, fiindcă s-au auzit din rândurile ei sloganuri împotriva unor măsuri ale puterii, atunci când regele a trecut-o în revistă. În disperare de cauză, Villèle a obținut numirea de către rege a 76 de pairi adepți ai săi și dizolvarea Camerei Deputaților. Alegerile din 17 și 24 noiembrie 1827 au avut ca rezultat o majoritate de ultramonarhiști, dar printre ei și opozanți ai lui Villèle. Aceștia s-au aliat cu opoziția liberală, punându-l în minoritate pe acesta. La 5 ianuarie 1828, regele a format un nou guvern, fără Villèle.

#### Ultimele încercări de menținere a regimului restaurației

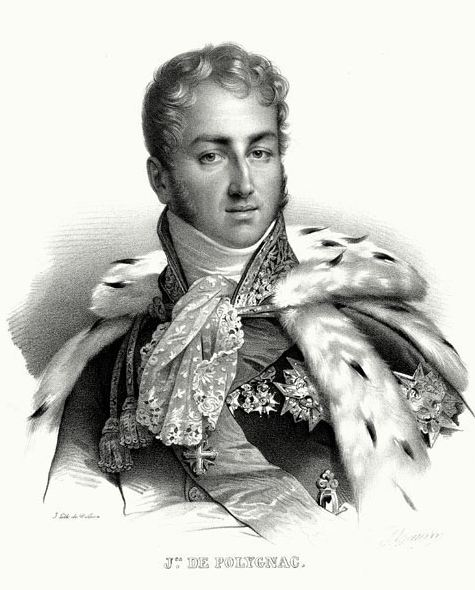
, ultimul șef de guvern al epocii restaurației

Camera nou aleasă, neavând o majoritate reală, era greu de controlat. Carol al X-lea a încercat la început o conciliere, numind un guvern de centru-dreapta condus de Jean-Baptiste Sylvère Gaye de Martignac⁠(d). A dus o politică liberală, cu măsuri împotriva bisericii, anume limitând influența iezuiților și a congregațiilor religioase, precum și revizuind în parte legile privind cenzura presei. Și-a atras rapid ostilitatea regelui și a parlamentului, suferind mai multe eșecuri din partea Camerei Deputaților la începutul lui 1829. Suveranul a așteptat sfârșitul sesiunii parlamentare pentru a demite guvernul.
Regele a apelat la ultramonarhistul Jules de Polignac⁠(d) să formeze un nou guvern, care a fost unul în totalitate de ultramonarhiști. Presa de opoziție l-a criticat imediat, dar și o parte din propria lui tabără. Liberalii se reuneau în așa-zise „banchete” în care exprimau importanța cartei din 1814.
Nici guvernul nu reușea să-și păstreze unitatea, în timp ce o parte din opoziție lua în vedere să recurgă la casa de Orléans pentru rezolvarea situației. La începutul lui 1830, guvernul și-a atras opoziția Camerei Deputaților. Deputatul Pierre-Paul Royer-Collard⁠(d) a lansat o petiție către rege împotriva guvernului, semnată de 221 de deputați din 402. Carol al X-lea a răspuns dizolvând Camera, șocându-i cu aceasta pe miniștrii mai moderați, care au părăsit guvernul.

#### Sfârșitul regimului

Libertatea conducând poporul, tablou de Eugène Delacroix, reprezentare simbolică a Revoluției franceze de la 1830

Pentru a îmbunătăți prestigiul regal în vedea alegerilor din iulie, Carol al X-lea a pornit la 25 mai o expediție militară împotriva Algerului, cu scopul de a-l cuceri pentru a împiedica pirateria care îngreuna comerțul pe Marea Mediterană. Era începutul cuceririi Algeriei, care va fi colonizată până la urmă. Însă cucerirea Algerului a fost cunoscută prea târziu în Franța și opoziția a devenit majoritară în Cameră.
La 25 iulie, prin patru ordonanțe, regele a suspendat libertatea presei, a dizolvat Camera și a redus numărul alegătorilor. Noile alegeri au fost fixate pentru septembrie. Pentru opinia publică, aceasta a fost o adevărată lovitură de stat. La 26 iulie, 44 jurnaliști liberali au semnat și publicat în mai multe ziare, încălcând ordonanța privitoare la presă, un protest redactat de Adolphe Thiers. În acest climat tensionat, republicanii și foști carbonari au agitat și organizat mulțimea pariziană, declanșând Revoluția de la 1830. În seara de 27 iulie, în Paris s-au ridicat baricade. Conducătorii liberalilor monarhiști, precum François Guizot, Casimir Perier⁠(d) sau marchizul de La Fayette au încercat să negocieze cu regele, dar în zadar, apoi au hotărât să preia controlul evenimentelor, de teama victoriei republicanilor. Până la urmă, suveranul și-a retras totuși ordonanțele și a format un nou guvern, dar nu a reușit să redreseze situația.
La 30 iulie, deputații l-au desemnat locotenent general al regatului pe Ludovic Filip, duce de Orléans, ceea ce el a acceptat a doua zi, în timp ce comisia municipală a Parisului a anunțat încetarea domniei lui Carol al X-lea. La 2 august, regele a abdicat, iar fiul său cel mare, Louis-Antoine, Duce de Angoulême a renunțat la dreptul său de moștenitor în favoarea lui Henri, conte de Chambord, copilul ducelui de Berry. Regența era presupusă a fi asigurată de ducele de Orléans, în timp ce regele detronat a părăsit țara. Însă era prea târziu ca să poată continua domnia dinastiei Bourbonilor. În țară se răspândea vestea locotenenței generale a lui Ludovic Filip și readoptarea drapelului tricolor.
La 3 august, ducele de Orléans, în calitate de locotenent general, a reunit parlamentul și a format un nou guvern. La 7 august a fost adoptată, cu o largă majoritate, o nouă cartă constituțională, și la 9 august, ducele de Orléans a fost proclamat rege cu numele Ludovic Filip I. Era sfârșitul restaurației și începutul Monarhiei din iulie.